# Brahmasamudra, Madhugiri
Brahmasamudra là một làng thuộc tehsil Madhugiri, huyện Tumkur, bang Karnataka, Ấn Độ.